# Ugo Bienvenu
Pour les articles homonymes, voir Bienvenu.
Ugo Bienvenu est un réalisateur et un dessinateur français né le 10 mai 1987.

## Biographie
Fils d’Annick, graphiste, et de Gilles Bienvenu, diplomate, il passe son enfance au Guatemala, au Tchad et au Mexique. Il revient en France à 15 ans pour intégrer l’École Estienne en filière STD2A, à Paris.
Après avoir obtenu un diplôme de métier d'art en illustration, il intègre la section cinéma d’animation des Gobelins. En 2010, à la suite de son séjour au California Institute of the Arts de Los Angeles, il s’oriente vers l’animation expérimentale. De retour en France, il intègre ainsi le programme « Image temps réel » en tant qu'étudiant chercheur à l'ENSAD.  Il prolonge sa formation l'année suivante au sein d'Animation sans frontières.
Depuis 2010 à 2015, il écrit et réalise des clips et des courts-métrages, seul ou accompagné (de Kevin Manach, Benjamin Charbit ou Félix de Givry). Ses films sont diffusés sur Arte et Canal+. Il participe à la fabrication de documentaires en tant qu'auteur graphique, story-boarder et directeur d'animation. En 2014, il participe à la création d'éléments de décors, à l'animation et à la conception du générique du film Eden de Mia Hansen-Løve pour lequel il intervient aussi comme acteur. La même année, il signe une BD sur papier, Sukkwan Island, adaptation du roman éponyme de David Vann. En 2015, toujours avec Kevin Manach, il développe le projet de long-métrage d'animation Domenica écrit par Jean-Luc Fromental et Patrick Raynal (Miyu Productions).
En 2016, il dessine pour la presse et développe la mini série Antman, à nouveau avec Kevin Manach. Ils terminent cette mini série en 2017. En 2017, il publie un deuxième album BD, Paiement accepté, où il imagine la vie d'un fils de Donald Trump, exilé en France après une guerre civile aux États-Unis,.
Cette même année 2017, il fait partie du palmarès Les 30 éclaireurs de Vanity Fair. Il signe, avec Kevin Manach, l'affiche officielle du Festival international du film d'animation d'Annecy, réalise le film d'ouverture des Nuits de la photographie des Rencontres Internationales de Photographie d'Arles avec Christian Debbane. Il fait ses premiers pas dans la mode en signant une première « Collab » avec la marque Edwin, et une petite campagne d’illustration pour la toute jeune marque Holiday.
En 2018, il crée la société de production Remembers avec Félix de Givry ainsi que la maison d’édition Réalistes avec Charles Ameline et Cedric Kpannou. Il signe une deuxième collaboration avec la marque Edwin, puis réalise le clip Sphère of Existence pour l’artiste Antoine Kogut, première apparition de son robot Mikki. Il co-réalise dans la foulée le court métrage L’Entretien avec Félix de Givry pour la 3e scène, à l’opéra Garnier. Il mène également une campagne illustrée et animée pour le produit d'eau de Cologne de Thierry Mugler. La même année, il signe des films publicitaires pour Hermès ainsi que son premier carré « Wow » pour la maison, qui sortira en 2020. 
En 2019, il réalise une campagne animée pour la marque de lunettes coréenne Gentle Monster, ainsi qu’une fresque sur un mur de huit mètres par six dans le centre commercial Pékinois SKP. Il réalise pour Hermès de nouveaux films publicitaires et deux nouveaux carrés intitulés « Space Derby » et « Hermès on the beach » qui sortiront en 2021 et 2022. Toujours en 2019, il publie deux nouvelles BD : Premium +,  sur un financier au parcours brillant qui chute finalement; et Préférence système, qui reçoit le grand prix de la critique, et fait partie de la sélection officielle au Festival d'Angoulême 2020. L’œuvre est à sa manière « une réflexion sur l’opposition entre nature et culture, la contingence des êtres et des choses, et les pouvoirs de la transmission et de la création »,,.
En 2020, il sort sa cinquième bande dessinée B.0, comme un Dieu, chez Les Requins Marteaux. Il signe la pochette de « Tako Tsubo » l’album de L'Impératrice. Il réalise une campagne animée pour Hermès Chine mettant en scène son carré « Space derby ». Il imagine un cube immersif de 5 m3 permettant de rentrer dans son carré animé pour le Hermès carré club se déroulant à Dubai.
L'année d'après il devient l'une des figures de proue de la résurrection de Métal hurlant. Néanmoins, il quittera le comité de rédaction du magazine dès la sortie de son premier numéro. Il sort aux Éditions Réalistes Développement Durable la suite de Premium+ (les deux histoires seront combinées dans un volume intitulé Total, sorti chez Denoël Graphic en 2021), ainsi que Malavalle, premier livre en tant que scénariste dessiné par Josselin Facon. Il commence le développement de son premier long métrage Arco au sein de son studio.
En 2022 sort « L’incroyable périple de Magellan » réalisé par François de Riberolles pour lequel il a réalisé plus d’une centaine de dessins et supervisé six dessinateurs pour la création de plus de huit cent dessins au sein de son studio Remembers.
En 2025, le Festival du film d'animation d'Annecy récompense le film Arco du Cristal du long-métrage.

## Filmographie

### Réalisation
- 2010 : Je t'aime court métrage
- 2010 : Fragment clip pour Chris Adams
- 2010 : Voyage chromatique, avec Kevin Manach clip pour Renart
- 2011 : Une île court métrage
- 2011 : Singing clip pour Agoria
- 2012 : La Fin du monde, avec Benjamin Charbit et Kevin Manach court métrage
- 2013 : Maman, avec Kevin Manach court métrage
- 2015 : FOG, avec Kevin Manach clip pour Jabberwocky
- 2015 : Holding up clip pour Jabberwocky
- 2017 : Antman mini-série pour Marvel/Disney
- 2017 : Dolly.zero clip pour Antoine Debarge
- 2018 : Sphere of existence clip pour Antoine Kogut
- 2018 : L’Entretien co-réalisé avec Félix de Givry court-métrage
- 2025 : Arco, long métrage

### Auteur graphique / réalisateur technique animation
● 2019 : At The Door (The Strokes) clip musical 

### Acteur
- 2014 : Eden de Mia Hansen-Løve : Quentin

## Livres

### Bande dessinée
- Sukkwan Island, d'après David Vann, préf. Fabrice Colin, Denoël Graphic 2014  (ISBN 978-2-207-11704-0). Édition espagnole Norma 2015, édition Hollandaise Scratch 2015, Gallimard, collection « Folio »  2016 - Sélection officielle au Festival d'Angoulême 2015.
- Paiement accepté, Denoël Graphic, mai 2017  (ISBN 978-2-207-13466-5).
- Premium +, éditions Réalistes, juin 2019  (ISBN 978-2-490-93401-0).
- Préférence système, Denoël Graphic, octobre 2019  (ISBN 978-2-207-14221-9). Éditions espagnole Ponentmon 2020, édition Hollandaise Scratch 2021 - Grand prix de la critique 2020[6] - Sélection officielle au Festival d'Angoulême 2020.
- B.0, comme un Dieu, Les Requins Marteaux, septembre 2020  (ISBN 978-2-84961-263-7). Réédition Ponentmon 2021.
- Développement durable, éditions Réalistes, juin 2021  (ISBN 978-2-490-93409-6).
- Malavalle, scénario, dessin de Josselin Facon, éditions Réalistes, juin 2021  (ISBN 978-2-490-93406-5).
- Total, éditions Denoël Graphic, octobre 2021. Édition espagnole Ponentmon 2022.
- Lorem Ipsum Caryatide, mai 2023  (ISBN 978-2-493283-17-7)
- Le journal de Mikki, édition Denoël Graphic, Septembre 2023

### Illustrations
- Inquiétude de Michèle Lesbre, Les éditions du chemin de fer, 2015
- Nous étions deux ombres de Marie Desplechin avec Kevin Manach, Thierry Magnier 2017

### Pochettes d'albums
- Lunar Lane de Jabberwocky Polidor Universal 2015
- Dolly.zéro d'Antoine Debarge Single[11]
- Sphere of existence d’Antoine Kogut chez Antinote
- Love de JeSunde chez Vietnam
- Tako Tsubo de L'Impératrice chez Miqroclima

## Récompenses
- 2019 : grand prix de la critique : Préférence système[6]